# Водопроводная улица (Санкт-Петербург)
Водопрово́дная улица — широтная улица в историческом районе Пороховые Красногвардейского административного района Санкт-Петербурга. Проходит от улицы Коммуны до Лесной улицы по границе Ржевского лесопарка. Параллельна Новой улице.

## История

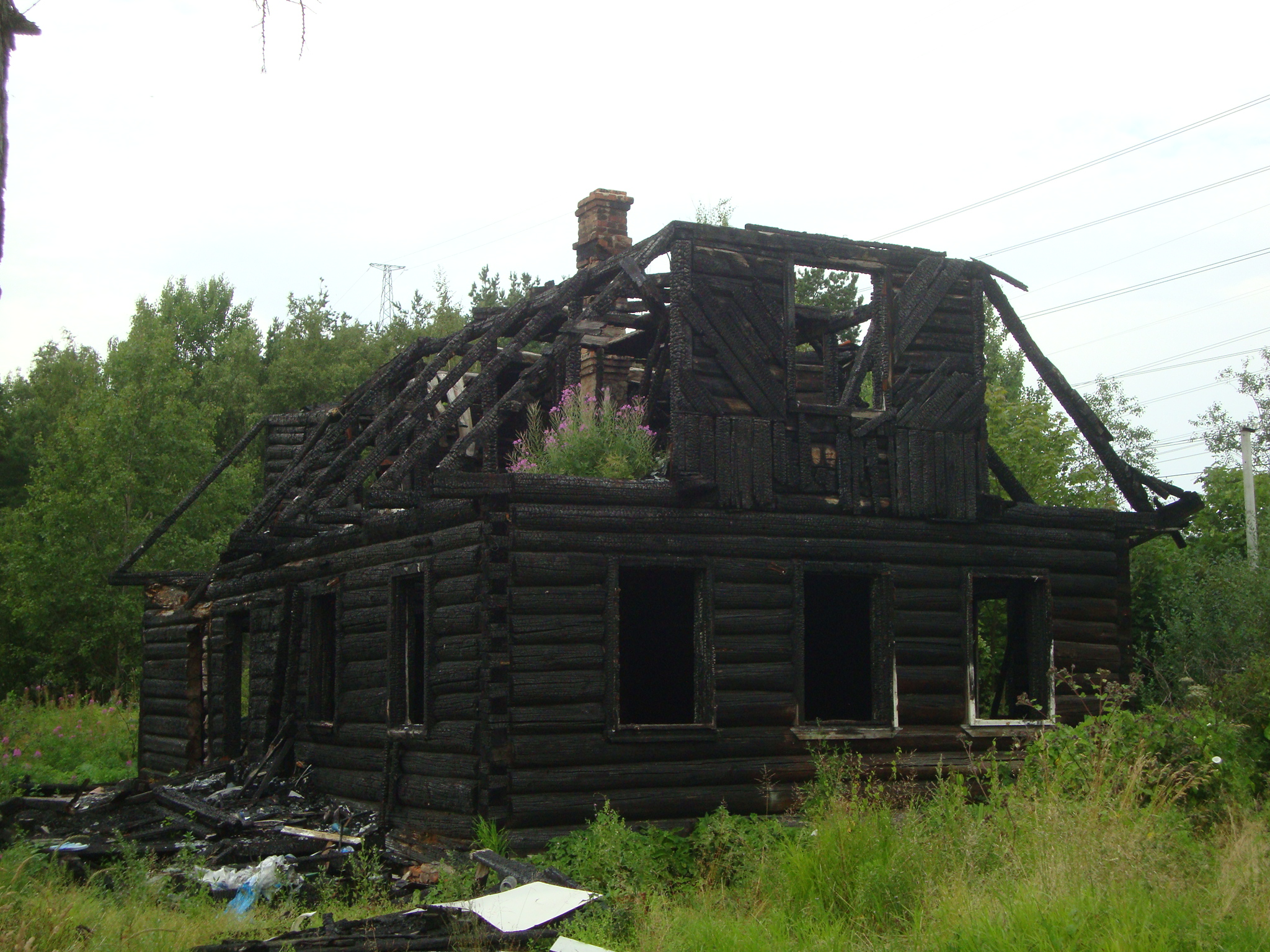
Сгоревший дом 80 вблизи Лесной улицы.
На крыше — кипрей

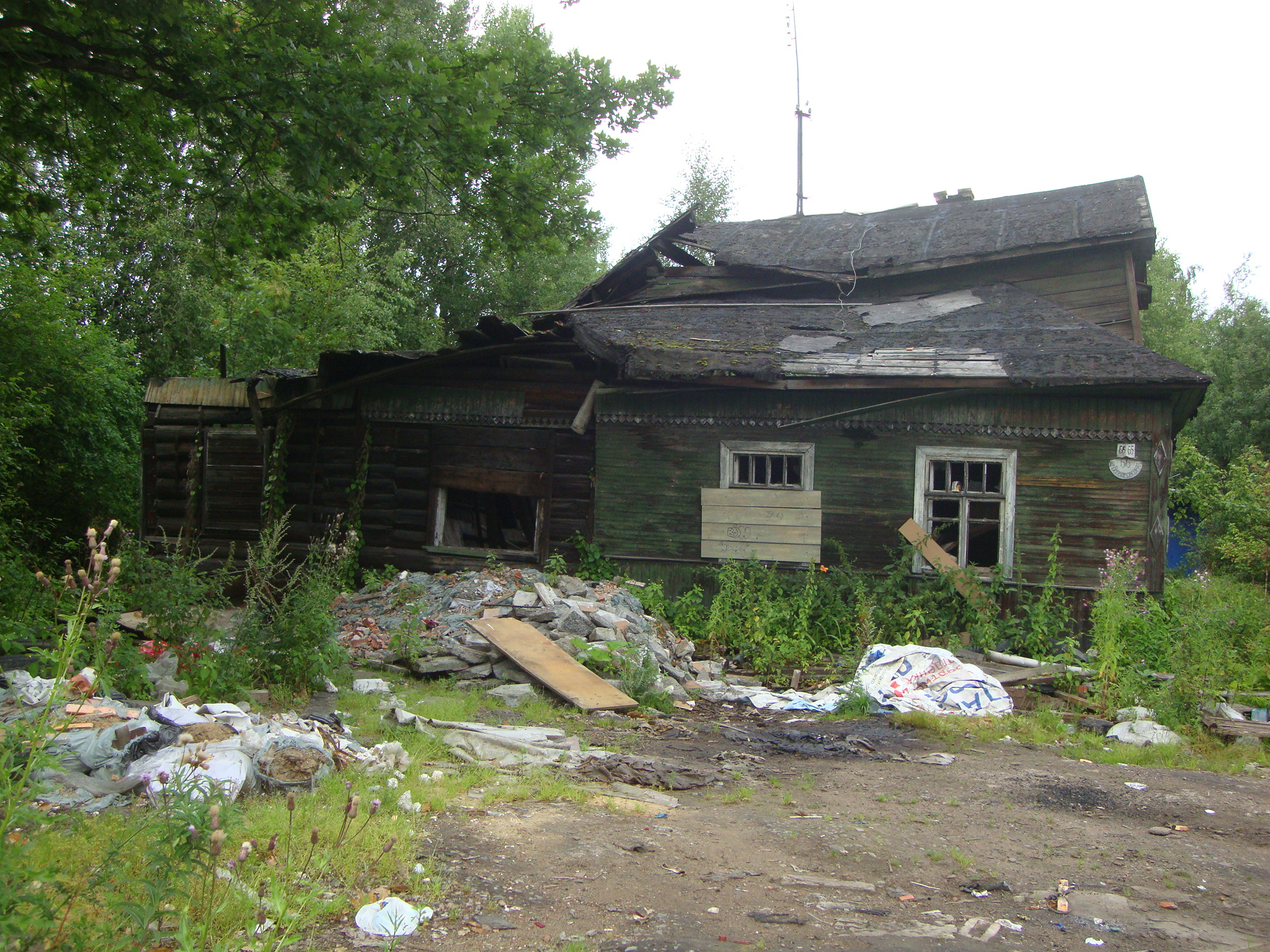
Дом 66

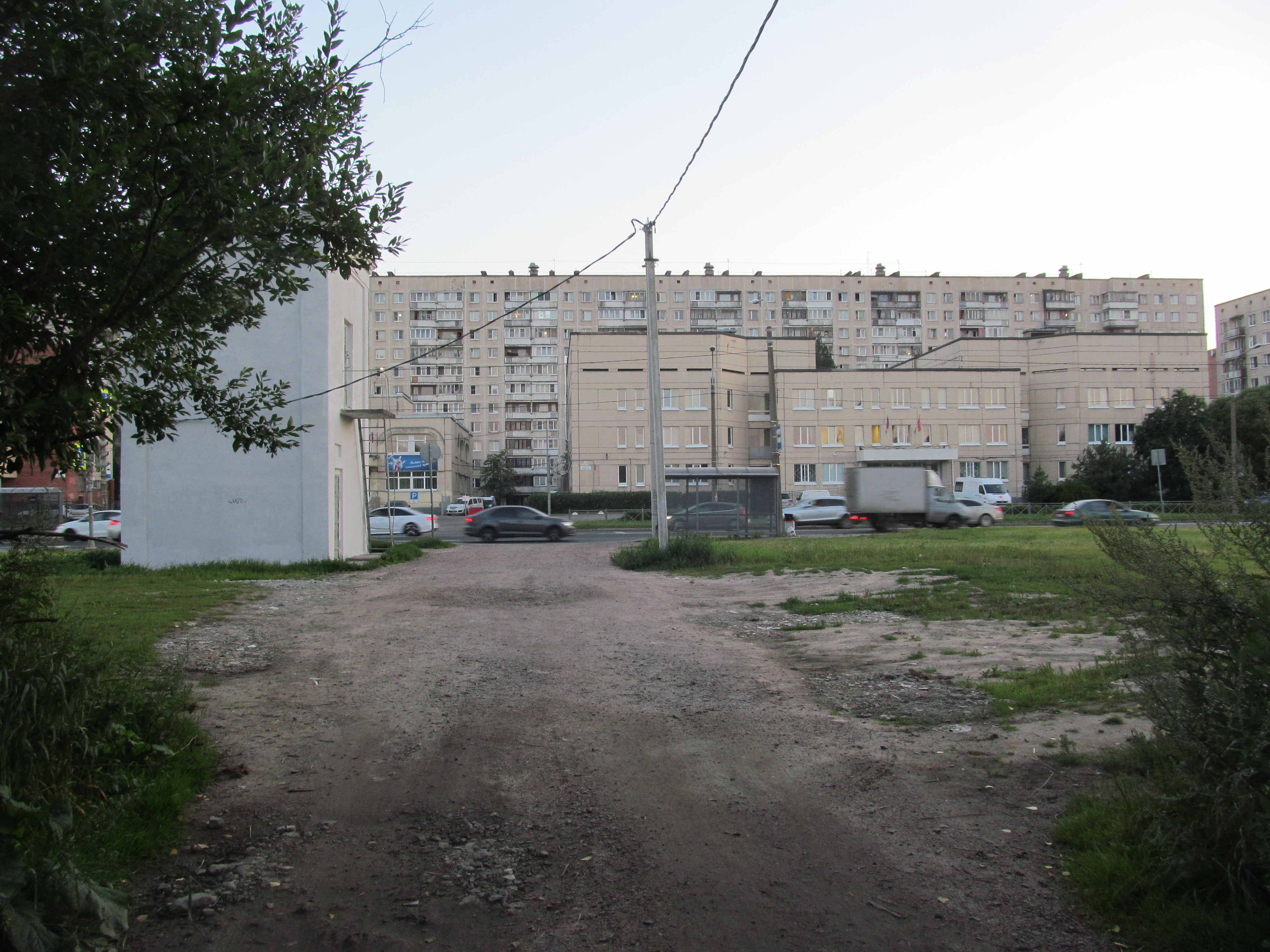
Перекрёсток Водопроводной улицы и улицы Коммуны

Водопроводная улица получила название в 1955 году. Вероятно, оно связано с тем, что по улице проходит сельский водопровод. До 16 октября 1978 года улица начиналась от засыпанного участка реки Жерновки (западнее улицы Коммуны).
Улица была застроена деревянными индивидуальными жилыми домами по чётной (северной) стороне.
На 2017 год обитаемых домов на линии улицы не осталось; имеется лишь один полуразрушенный (№ 66) и каркас одного сгоревшего (№ 80). Помимо них, в глубине улицы стоит дом 76 (последний обитаемый дом улицы).

## Пересечения
С запада на восток (по увеличению нумерации домов) Водопроводную улицу пересекают следующие улицы:
- улица Коммуны — Водопроводная улица примыкает к ней;
- Лесная улица — примыкание.

## Транспорт
Ближайшие к Водопроводной улице станции метро, «Ладожская» и «Проспект Большевиков» 4-й (Правобережной) линии, расположены на расстоянии около 4 км от начала улицы.
Движение наземного общественного транспорта по Водопроводной улице отсутствует.
Проезд от станции метро «Ладожская» — социальными автобусами № 27, 30 и 77 до остановки «Поликлиника № 107».
Проезд от станции метро «Площадь Ленина» — социальным автобусом № 37 до остановки «Поликлиника № 107».

## Общественно значимые объекты
- поликлиника № 107 (напротив примыкания к улице Коммуны) — улица Коммуны, дом 36;
- аптека / диабетологический центр[уточнить] (напротив примыкания к улице Коммуны) — улица Коммуны, дом 34;
- Ржевский лесопарк.